# Marlies Hesse

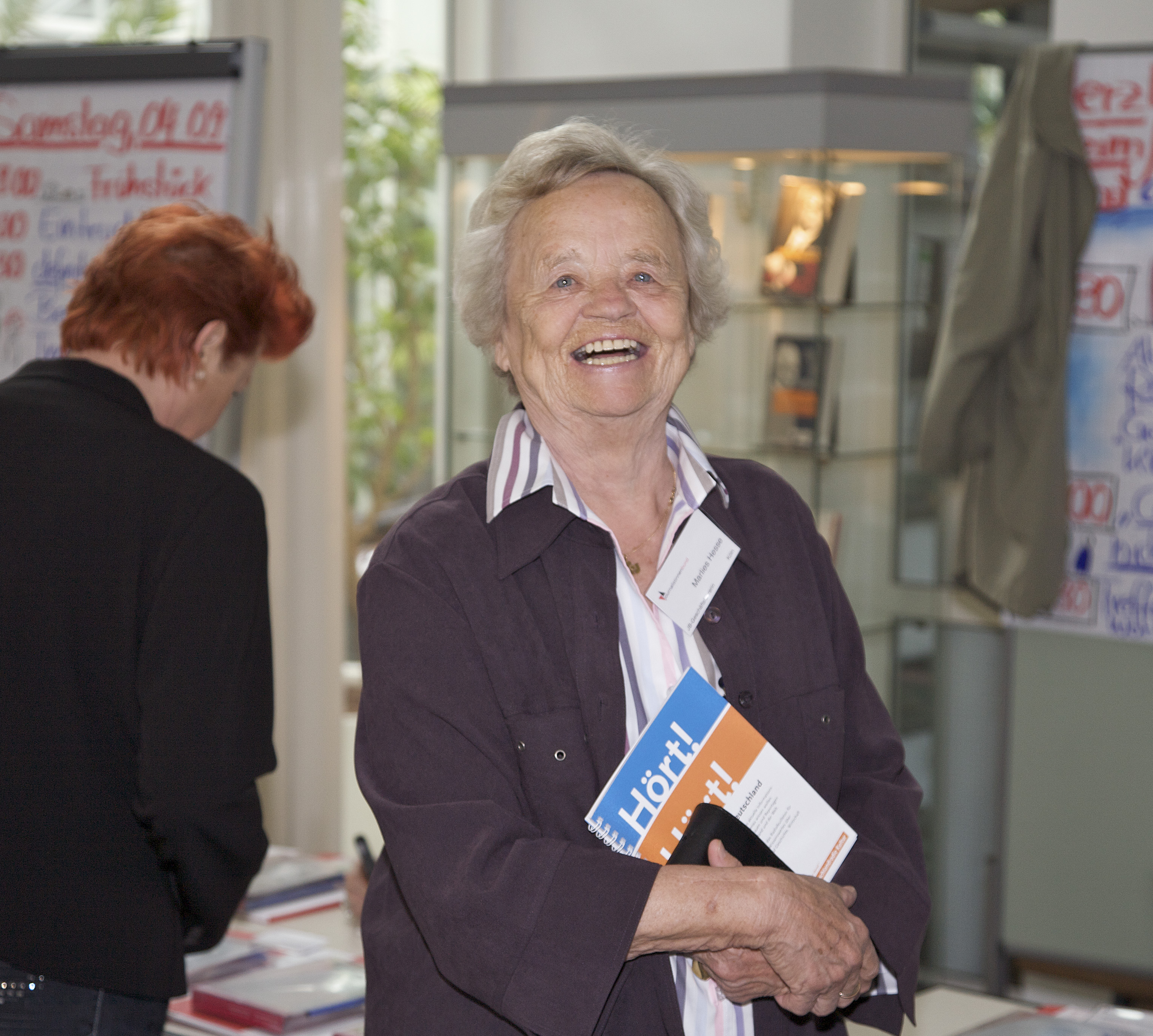
Marlies Hesse (2010)

Marlies Hesse (* 3. Oktober 1935 in Peine; † 19. Februar 2024 in der Nähe von Köln) war eine deutsche Journalistin und Feministin. Sie hat sich insbesondere im Bereich der journalistischen Aus- und Fortbildung sowie für die Gleichberechtigung von Frauen engagiert und wurde dafür mit dem Verdienstorden der Bundesrepublik Deutschland geehrt. Sie ist Stifterin des Marlies-Hesse-Nachwuchspreises des Journalistinnenbundes.

## Leben
Marlies Hesse wuchs in der Lüneburger Heide auf. Ihr Vater begleitete sie noch zur Einschulung, danach brachten Mutter und Tochter den Vater gemeinsam zur Bahn – er war in der Wehrmacht und musste an die Front. Aus der Schlacht von Stalingrad kehrte er nicht zurück.
Als Jugendliche entschied sie sich für den Beruf der Buchhändlerin und schloss 1957 ihre Lehre mit Auszeichnung ab. 1958 bis 1961 folgte ein Studium zur Diplom-Bibliothekarin. Nach dessen erfolgreichem Abschluss wurde sie noch im selben Jahr Leiterin der Bibliothek des Hans-Bredow-Institutes an der Universität Hamburg.
1965 folgte sie dem Ruf von Kurt Wagenführ, Pressechef des damals erst drei Jahre bestehenden Deutschlandfunks (DLF), und wurde dessen Stellvertreterin. Als er 1968 pensioniert wurde, wollte er sie zu seiner Nachfolgerin machen. Hesse lehnte ab und meinte, er solle sich dafür lieber einen Mann suchen. Dies, so offenbarte sie später, habe sie bereut. Immerhin übernahm sie die Stelle kommissarisch für eineinhalb Jahre, bis der gesuchte Mann gefunden wurde. Danach rückte sie wieder in die zweite Reihe, war dadurch jedoch für eine leitende Position sensibilisiert worden.
1974 wurde sie persönliche Referentin des Intendanten Reinhard Appel und blieb es auch von 1976 bis 1979 bei dessen Nachfolger Richard Becker. 1979 wurde sie von ihm zur Leiterin des Referates Aus- und Fortbildung ernannt. In dieser Funktion war sie führend an der Entwicklung eines Konzepts für die journalistische Ausbildung bei den öffentlich-rechtlichen Rundfunkanstalten ARD und ZDF beteiligt. Während ihrer Tätigkeit musste sie feststellen, dass journalistisch ausgebildete Frauen nicht gleichermaßen wie Männer Entwicklungschancen hatten und weniger angestellt werden. Frauen volontierten häufig zwar sehr erfolgreich, hatten vielleicht gar promoviert, blieben dann aber einfach in ihrer beruflichen Entwicklung stecken. Mit ihren eigenen persönlichen Erfahrungen war dies nicht vereinbar, sie sei von Männern „immer gefördert“ worden. Sie habe sehr viel Glück gehabt. Ihre ursprüngliche Meinung, dass man etwas werde, wenn man etwas könne, konnte sie nicht länger aufrechterhalten. Es habe sehr, sehr lange gedauert, bis sie das begriffen habe.

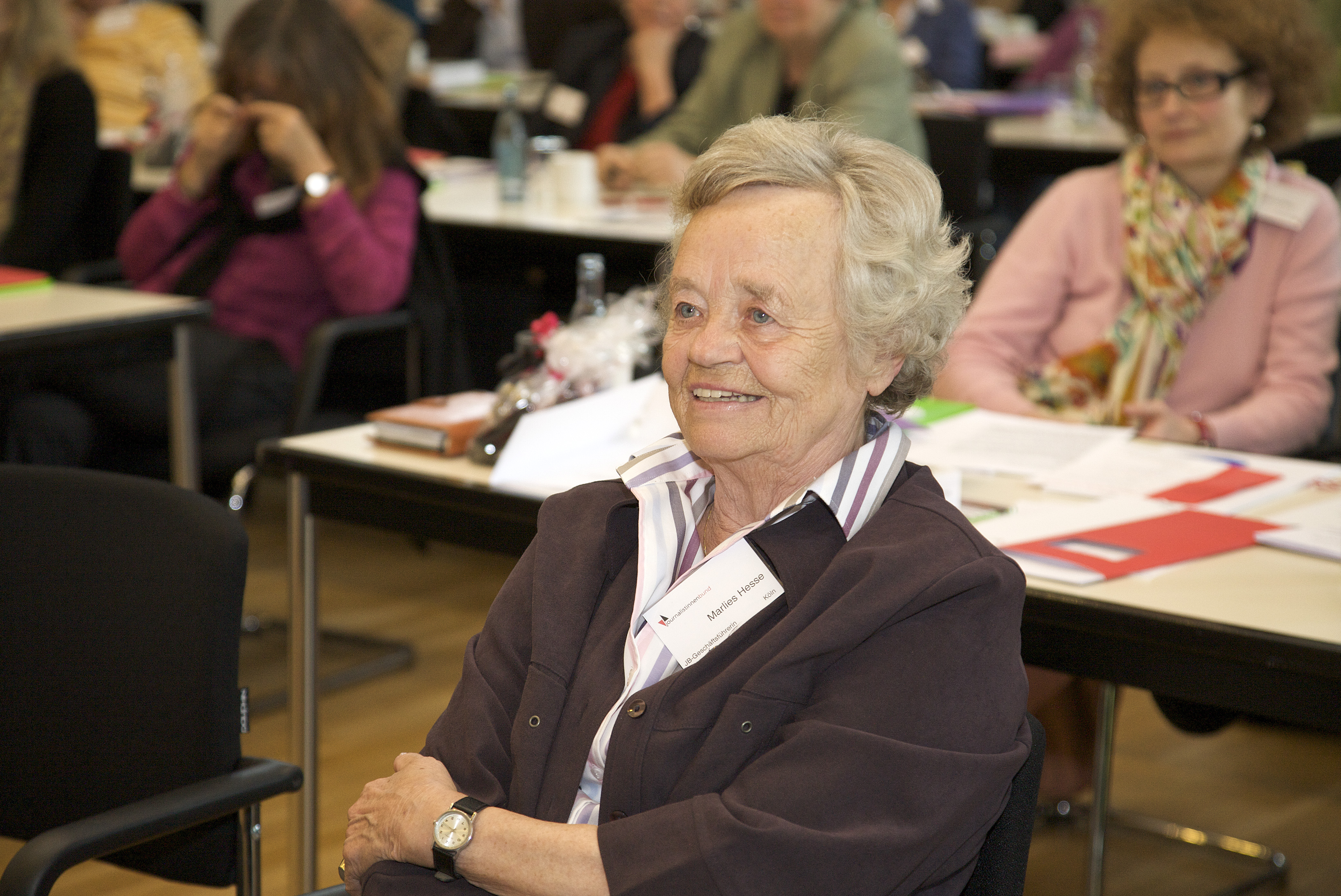
Marlies Hesse bei der Jahrestagung 2010 des Journalistinnenbundes

Diese Erkenntnis führte zu ihrem andauernden Engagement für Frauen.
Neben weiteren Aufgaben im Deutschlandfunk fokussierte sie auf das von ihr an führender Stelle mitentwickelte Rahmenkonzept für die journalistische Ausbildung und den Aufbau der Zentralstelle Fortbildung Programm (ZFP) als Gemeinschaftseinrichtung von ARD und ZDF. 
Während ihrer gesamten Laufbahn stand sie hinter Männern in Führungspositionen und wirkte an deren Karriere mit – durch unzählige Reden bis zu kompletten Büchern, die sie für diese als Ghostwriterin verfasst hat.
Beim DLF blieb sie bis zur Pensionierung 1994. Seitdem war sie als freie Journalistin und in vielen Ehrenämtern aktiv.
Nach ihrer Pensionierung 1994 übernahm sie die Geschäftsführung des Journalistinnenbundes, die sie bis 2010 ausübte. 2003 wurde sie vom Journalistinnenbund mit der Hedwig-Dohm-Urkunde ausgezeichnet. Im Juli desselben Jahres erhielt sie für ihr Engagement um die Gleichstellung von Mann und Frau den Verdienstorden der Bundesrepublik Deutschland aus den Händen des damaligen Kölner Oberbürgermeisters Fritz Schramma.
Hesse wurde am 21. März 2024 auf dem Friedhof Steinneuerhof in Köln beigesetzt.

## Ehrenamtliches Engagement
Marlies Hesse war Stifterin des Nachwuchspreises Andere Worte – neue Töne des Journalistinnenbundes. Ab 2013 wurde dieser Preis zu Ehren seiner Stifterin umbenannt und wird seitdem als Marlies-Hesse-Nachwuchspreis vergeben.
- 1977 bis 2002: Vorsitzende der Auswahlkommission für die Vergabe von Stipendien von Journalisten in Europa (aus finanziellen Gründen aufgelöst). In dieser Tätigkeit ist es ihr gelungen, weit mehr Frauen als Männer für Stipendien vorzuschlagen.
- 1988 bis 2000: Mitherausgeberin bei der Initiative Frauen-Presse-Agentur (IFPA)
- 1994 bis 2010: Geschäftsführerin des Journalistinnenbundes
- Im Rahmen des in fünfjährlichem Turnus durchgeführten Global Media Monitoring Project (GMMP) war sie an der Durchführung der jährlichen Untersuchungen zum Bild der Frauen in den Medien beteiligt.[10]

## Ehrungen
- Hedwig-Dohm-Urkunde des Journalistinnenbundes (2003)[13]
- Bundesverdienstkreuz am Bande (2003)

## Publikationen
- Literatur zum Fernsehen – eine Bibliographie. Deutscher Volkshochschul-Verband, Referat Fernsehen (Hrsg.), Wulff, Dortmund 1963.
- Bildung und Fernsehen – eine Bibliographie. Deutscher Volkshochschul-Verband, Referat Fernsehen/Hans-Bredow-Institut (Hrsg.), Marl und Hamburg.
- mit Carolin Callenius: Peking + 5 – Fortschritte, Rückschritte, Stillstand? Friedrich-Ebert-Stiftung (Hrsg.), Bonn und Stuttgart 2000.
- Rezension, Briefe und Tagebücher von Hedwig Pringsheim in Virginia Frauenbuchkritik[14]
- Präsenz von Frauen in den Nachrichten – Medienbeobachtungen 2005. Journalistinnenbund (Hrsg.), Bonn 2006, ISBN 3000169040.